# Gerontofili
Gerontofili er seksuel tiltrækning til ældre mennesker.